# هواپیمایی دجله
هواپیمایی دجله یک شرکت هواپیمایی کرایه در شهر بغداد می‌باشد.